# 扬州府

扬州府在江苏省的位置（1820年）

扬州府，中国明清时设置的府。清朝时，扬州府的辖境相当今江苏省宝应县以南、长江以北，东台市以西、仪徵市以东地。当运河交通冲要，为明清两淮盐运中心。1912年废。
元朝至正二十六年、龙凤十二年（丙午年，1366年）正月，朱元璋政权改维扬府置，治所在江都县（今江苏省扬州市）。明朝建国后，属京师，永乐后属南直隶。在明代，扬州府是今江苏长江以北仅有的2个府之一（另一个是淮安府），下辖高邮州、泰州、通州3州和江都县、仪真县（今仪徵市）、宝应县、兴化县、泰兴县、如皋县和海门县7县，辖区范围基本上相当于今日扬州市、泰州市、南通市、盐城市南部以及安徽省天长市东南部。洪武二十六年（1393年），编户一十二万三千九十七，人口七十三万六千一百六十五。弘治四年（1491年），户一十万四千一百四，口六十五万六千五百四十七。万历六年（1578年），户一十四万七千二百一十六，口八十一万七千八百五十六。
清朝扬州府范围有所收缩，评价：冲，繁，疲，难。隶淮扬海道。两淮盐运使驻。初年，属江南省。康熙六年（1667年）分江南省为江苏省和安徽省，扬州府归属江苏省。康熙十一年（1672年），海门县坍塌于海，并入通州。雍正二年（1724年），避雍正帝讳，改仪真县为仪徵县。三年（1725年），通州升为通州直隶州，如皋县、泰兴县属通州直隶州。九年（1731年）析江都县置甘泉县。乾隆三十二年（1767年），析泰州置东台县。宣统元年（1909年），避宣统帝讳，改仪徵县为扬子县。下辖高邮州、泰州2州和江都县、甘泉县、扬子县（今仪徵市）、宝应县、兴化县、东台县6县。民国初年，全国废府州厅改县，于1912年废扬州府。

## 延伸阅读
[在维基数据编辑]
 《欽定古今圖書集成·方輿彙編·職方典·揚州府部》，出自陈梦雷《古今圖書集成》